# 上野尚一
上野 尚一（うえの しょういち、1936年3月19日 - 2016年2月29日）は、朝日新聞社社主。朝日新聞社初代社主、上野理一の曾孫にあたる。

## 来歴・人物
京都府出身。1958年、慶應義塾大学法学部卒業。1962年に朝日新聞社に入社。元・同社国際本部副部長。1995年12月から社主代理、1997年10月から社主を務める。
朝日新聞社株式を11.02%保有。元朝日新聞社社主・上野淳一の長男であり、独立行政法人国立博物館運営委員会副委員長、仏教美術研究上野記念財団理事。朝日新聞社社主は村山美知子と共同で務める。
2016年2月29日、肺がんのため死去。79歳没。

## 系譜
上野理一（曽祖父、初代社主） - 上野精一（祖父、2代目社主） - 上野淳一（父、3代目社主） - 上野尚一（4代目社主）